# 福岡縣立筑前高等學校
福岡縣立筑前高等學校，(日語：福岡県立筑前高等学校)，位於日本九州福岡縣福岡市西區千里111-1，成立於1980年。目前約有1200名學生，為該縣最大的高等學校。

## 校史
1979年(昭和54年)11月1日成立籌備處，並以此日為校慶。1980年(昭和55年)1月1日正式建校，同年2月25日由近藤典二出任校長，招收360名普通科學生。當年9月14日舉行第一屆運動會。11月1日舉行成立一周年校慶，並成立親師會。
1990年3月6日建立校訓碑。

## 學校特色
在當地以嚴格管理學生穿著制服著稱，校園內大力推動「福岡縣民體操」，規定在體育課正式授課前，必須練習體操，這也是當地體育節的節目。

## 學校象徵

### 校歌
丸山豐作詞，森脇憲三作曲。

### 校訓
生存的希望，學習的喜悅(日語：「生きる希望」「学ぶ喜び」)

### 制服
- 女生：夏季制服為白色短袖襯衫，左胸口有口袋，口袋繡有校徽，搭配酒紅色領帶，下著深藍色裙子。冬季制服外套為深藍色西裝，單排兩個釦子。繫酒紅色領帶，下著藍色長裙。
- 男生：夏天制服為白色短袖襯衫，左胸口有口袋，口袋繡有校徽，下著深藍色長褲。冬季制服外套為黑色立領西服，單排五個釦子。

## 教育目標
- 培養學生擁有生存的希望與學習的樂趣。
- 努力培養學生有勃勃雄心，有抱負，有獨立心與同情心。

## 教育方針
- 獨立：養成自立的精神。
- 敬愛：建立合作的學員。
- 報恩：養成感恩的態度。

## 著名校友
- 椎名林檎(日本樂團東京事變主唱，曾就讀該校，而後休學)
- 山口勝平（聲優）
- 山内恵介（演歌歌手）
- 前田悠佑（日本足球選手，效力於長崎成功丸俱樂部）
- 須田邦裕（演員）
- 天野浩成（演員）